# Protitame virginalis
Protitame virginalis är en fjärilsart som beskrevs av George Duryea Hulst 1901. Protitame virginalis ingår i släktet Protitame och familjen mätare. Inga underarter finns listade i Catalogue of Life.